# Natalie Barish
Pour les articles homonymes, voir Barish.
Natalie Barish est une actrice américaine.

## Filmographie
- 1992 : Round Numbers : Grace
- 1993 : L'Équipée infernale (Rescue Me) : Chemistry Teacher
- 1995 : Lion Strike : Marla
- 1996 : Personnel et confidentiel (Up Close & Personal) : Focus Group Member
- 1998 : Un Noël à la course (I'll Be Home for Christmas) : Tom Tom Girl Darlene
- 1999 : Eating L.A. : Picnic Server
- 1999 : Une fille qui a du chien (Lost & Found) : Mrs. Elderly Couple
- 1999 : Inferno : Old Woman Buyer
- 2000 : Stanley's Gig : Sarah
- 2001 : La Revanche d'une blonde (Legally Blonde) : Old Lady at Manicurist